# Callistochiton porosus
Callistochiton porosus är en blötdjursart som beskrevs av Hugo Frederik Nierstrasz 1905. Callistochiton porosus ingår i släktet Callistochiton och familjen Ischnochitonidae. Inga underarter finns listade i Catalogue of Life.